# 余赋生
余赋生（1923年—），男，浙江淳安人，中国高分子物理学家，曾任中国科学院长春应用化学研究所研究员。